# Ophiopogon planiscapus
Ophiopogon planiscapus är en sparrisväxtart som beskrevs av Takenoshin Nakai. Ophiopogon planiscapus ingår i släktet Ophiopogon och familjen sparrisväxter. Inga underarter finns listade i Catalogue of Life.

## Bildgalleri

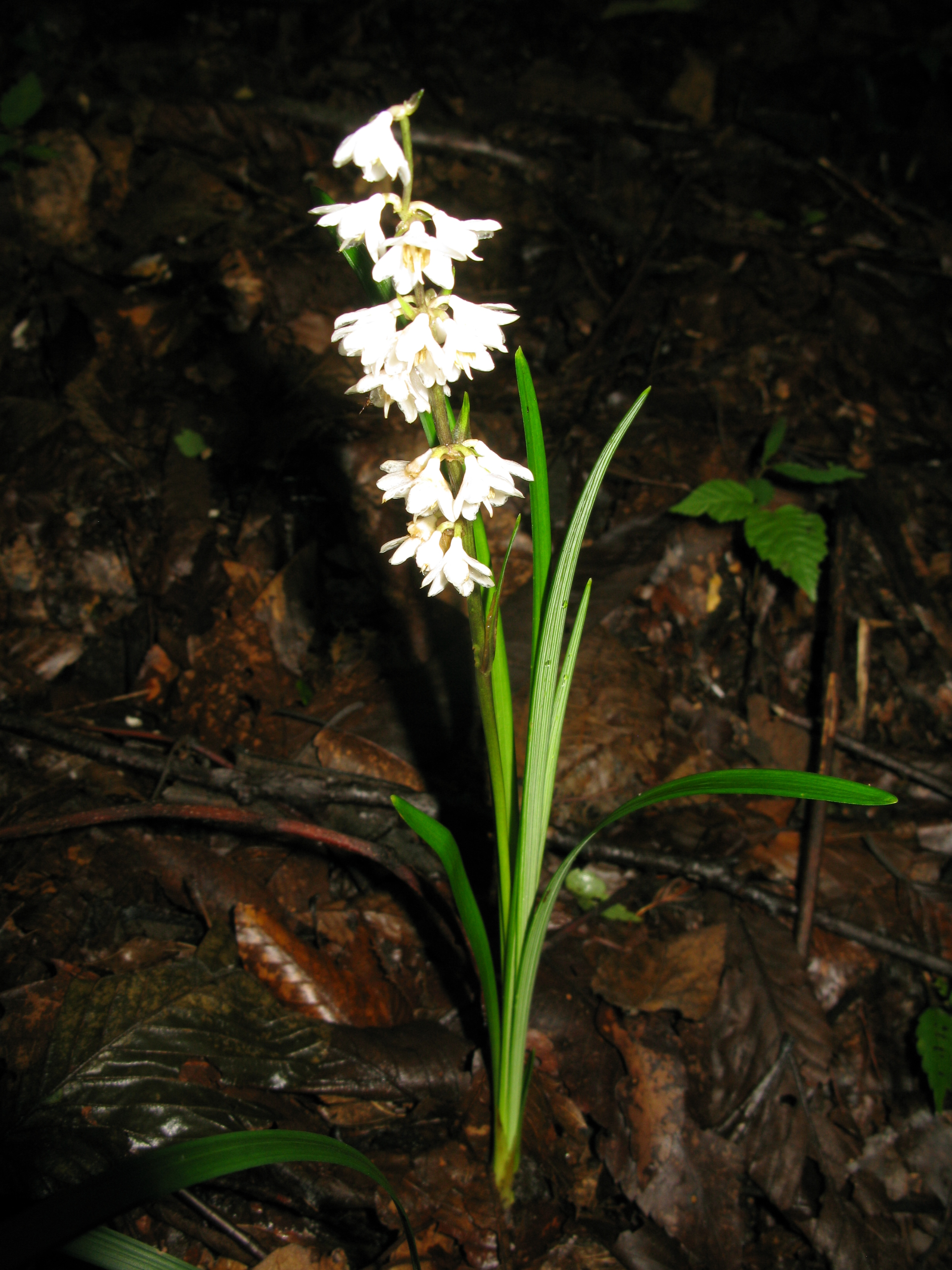
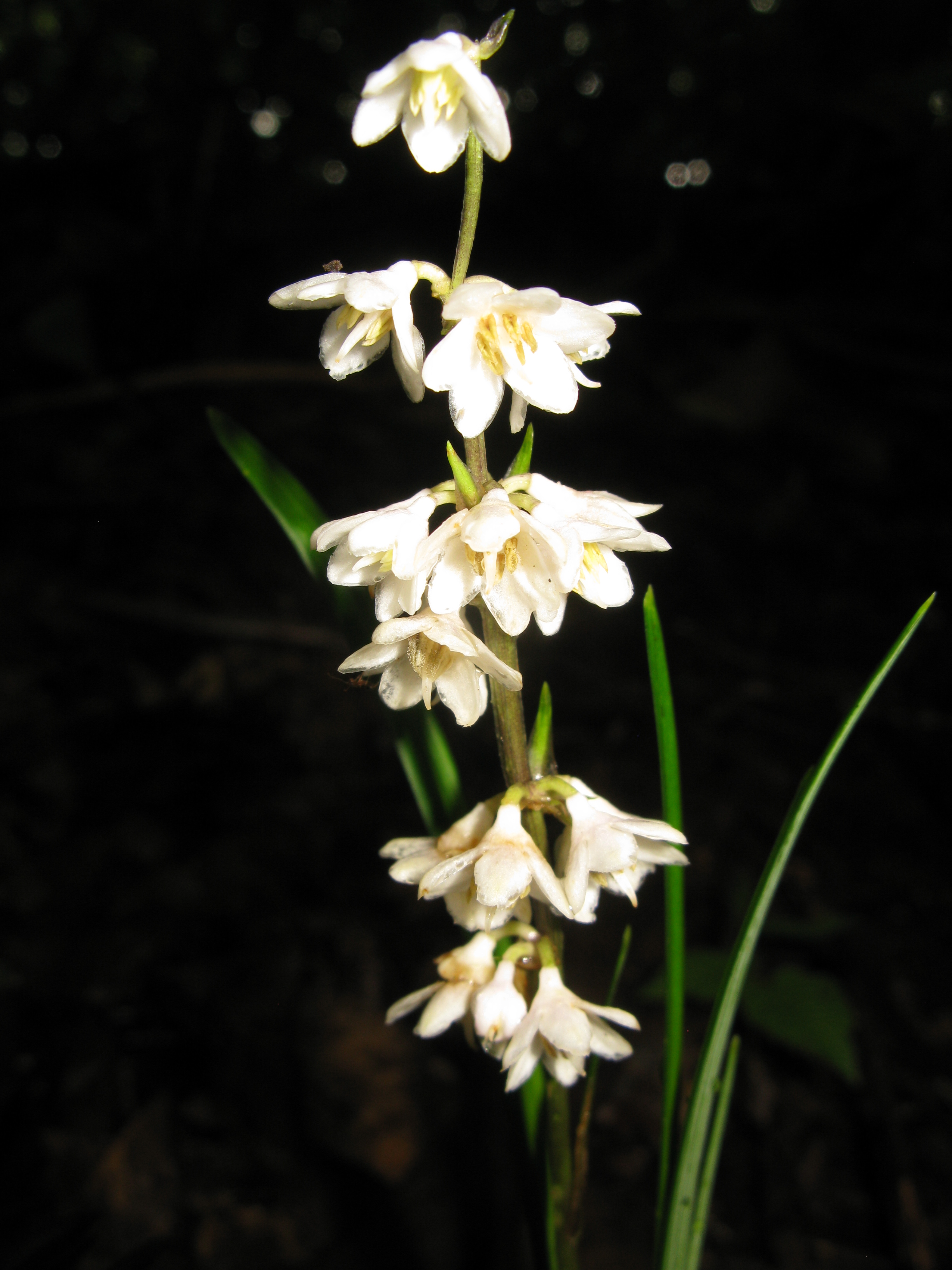
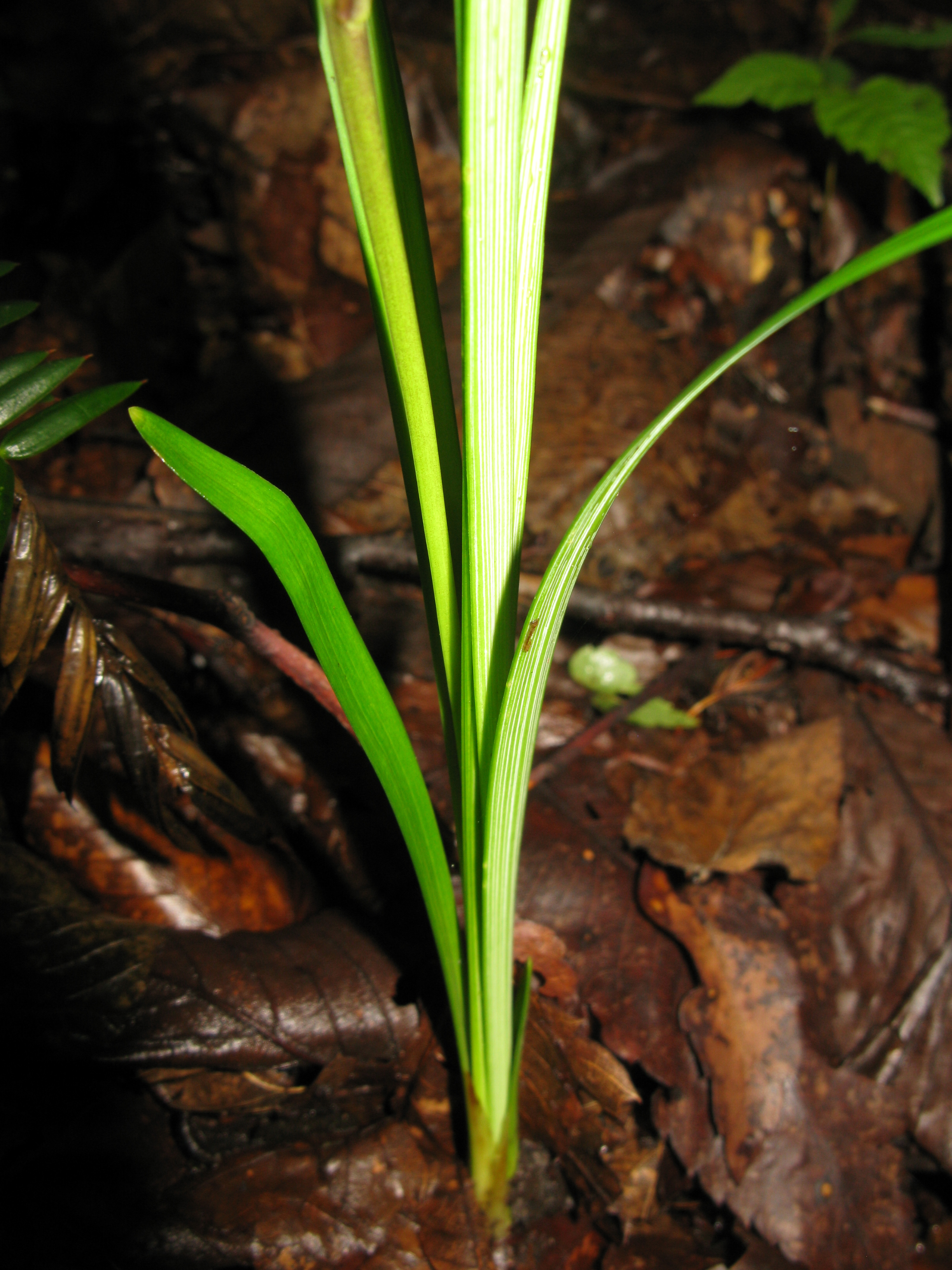
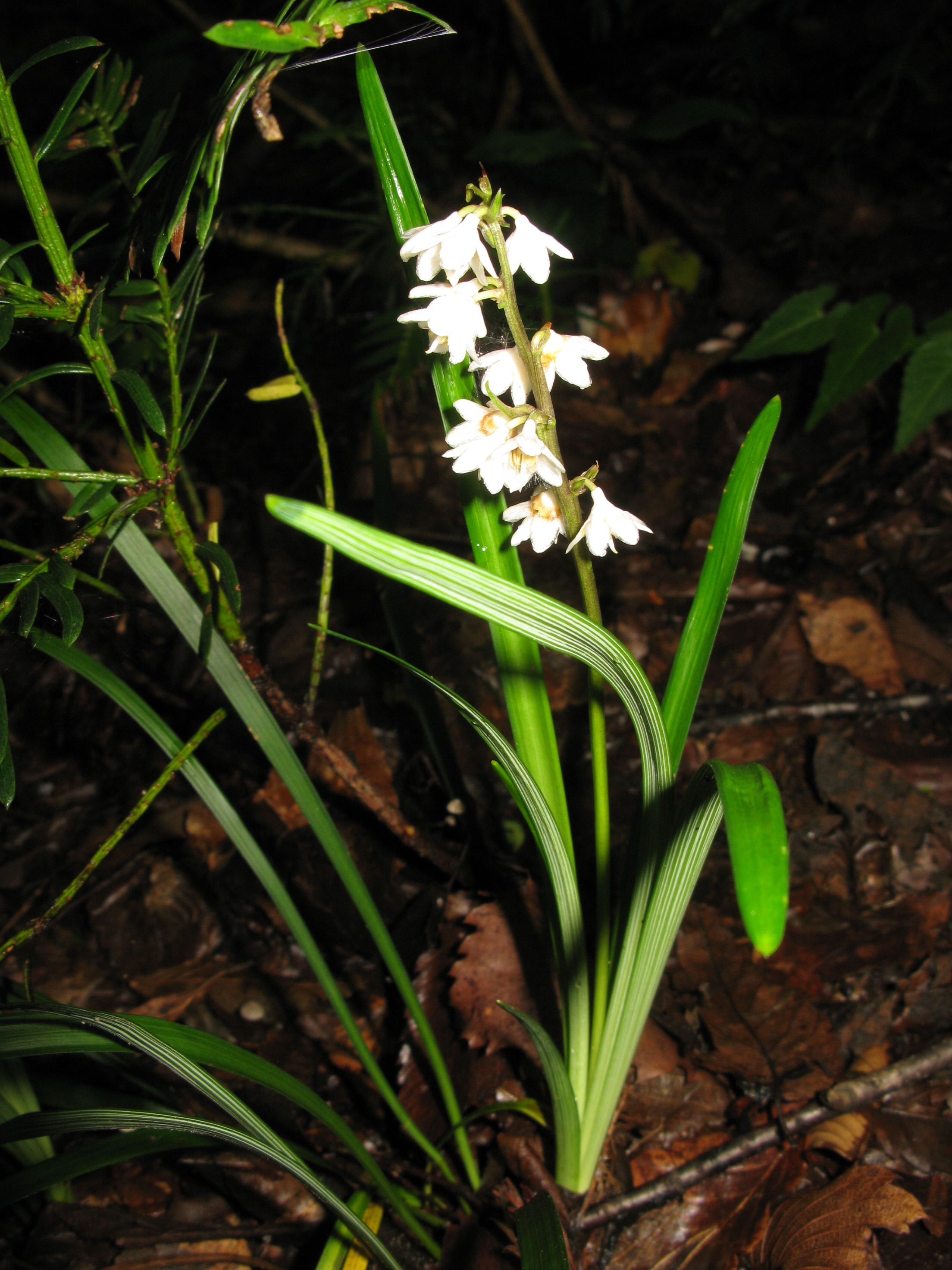
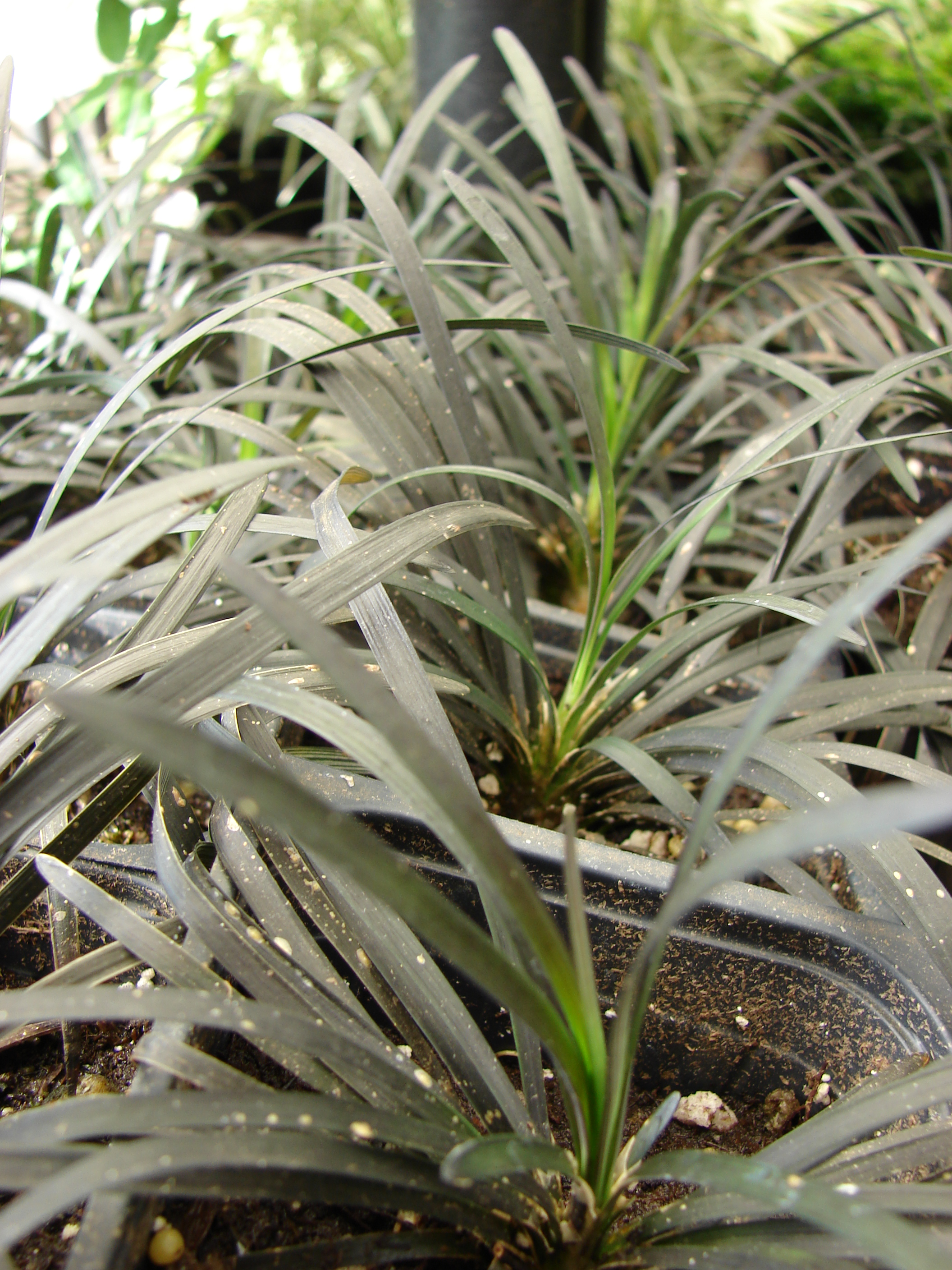
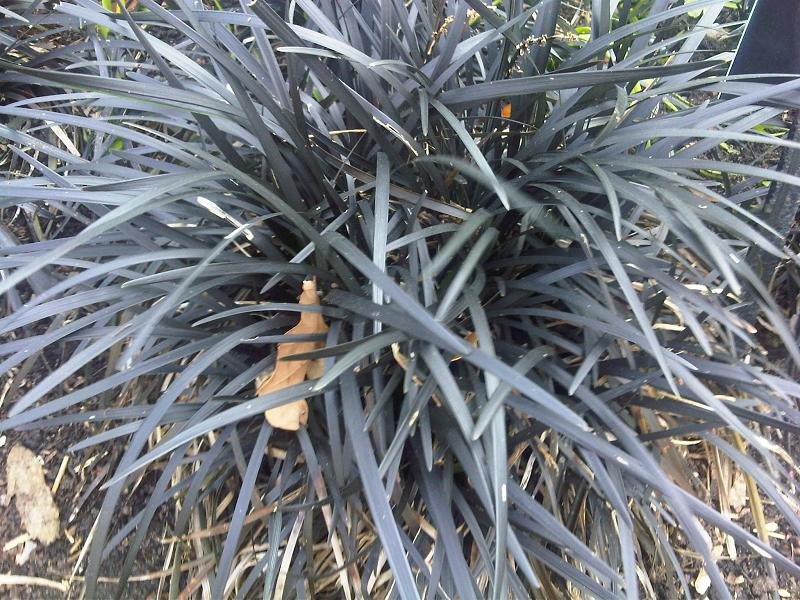